# John Hertzberg

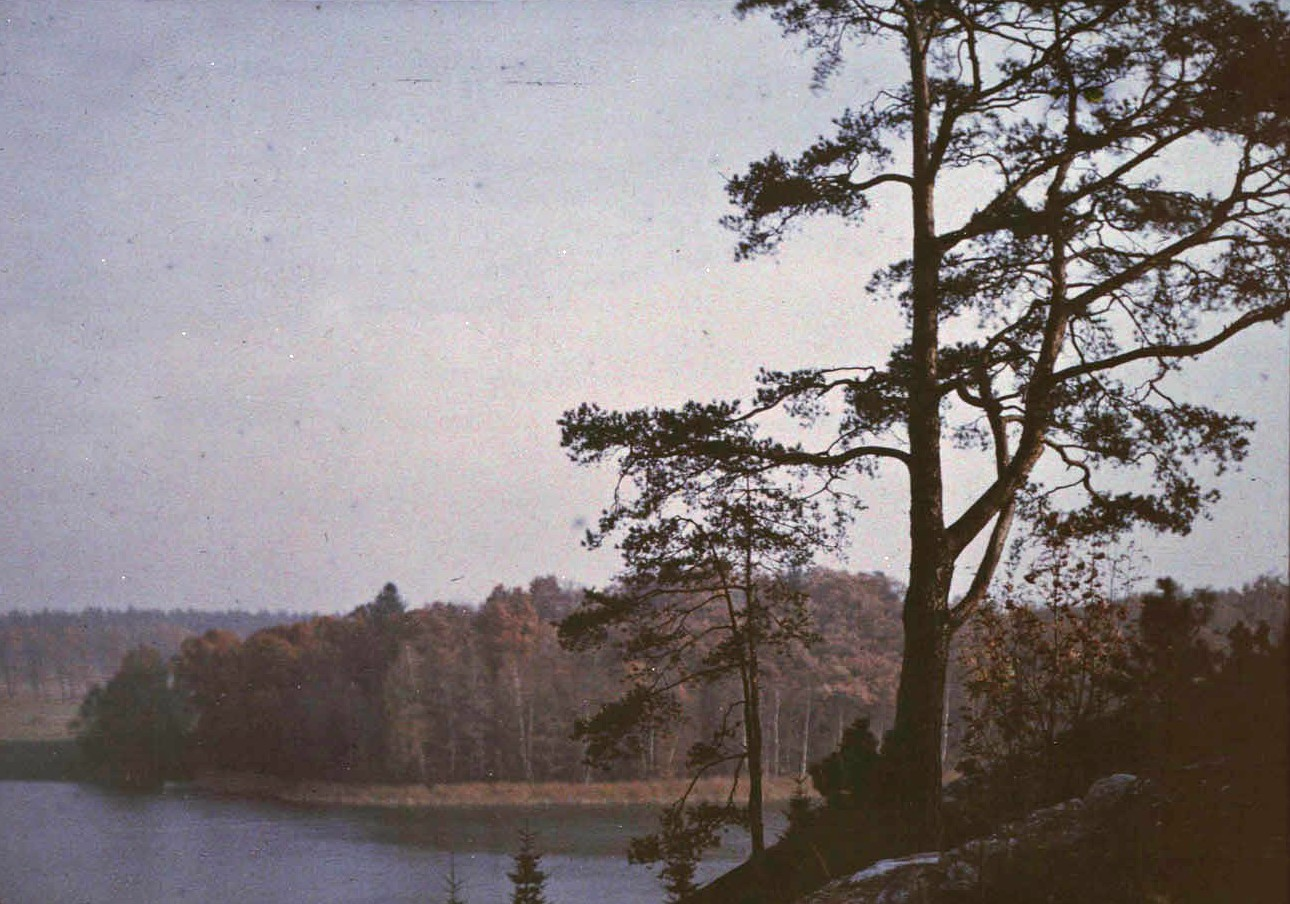
Autochromovaný snímek zobrazující „Večerní atmosféru v Brunnsvikenu“

John Konrad Hertzberg (22. prosince 1871 Norrköping – 15. května 1935 Danderyd) byl švédský fotograf, dvorní fotograf a fyzik. Herzbergovi byla věnována zvláštní pozornost za to, že dokázal vyvolat negativy z Andréeovy polární expedice; obrazy byly zmrzlé ve sněhu více než 30 let, než je Hertzberg v roce 1930 získal.

## Životopis
Po studiích ve Vídni (1896–1897), Paříži (1897–1898) a na KTH ve Stockholmu (1899–1902) a poté v Berlíně založil ve Stockholmu v ulici Hamngatan fotografické studio a v roce 1909 se stal dvorním fotografem.
V roce 1919 prodal studio, aby se mohl plně věnovat učitelské pozici, kterou zastával na KTH ve Stockholmu. V roce 1921 se tam stal docentem fotografie.

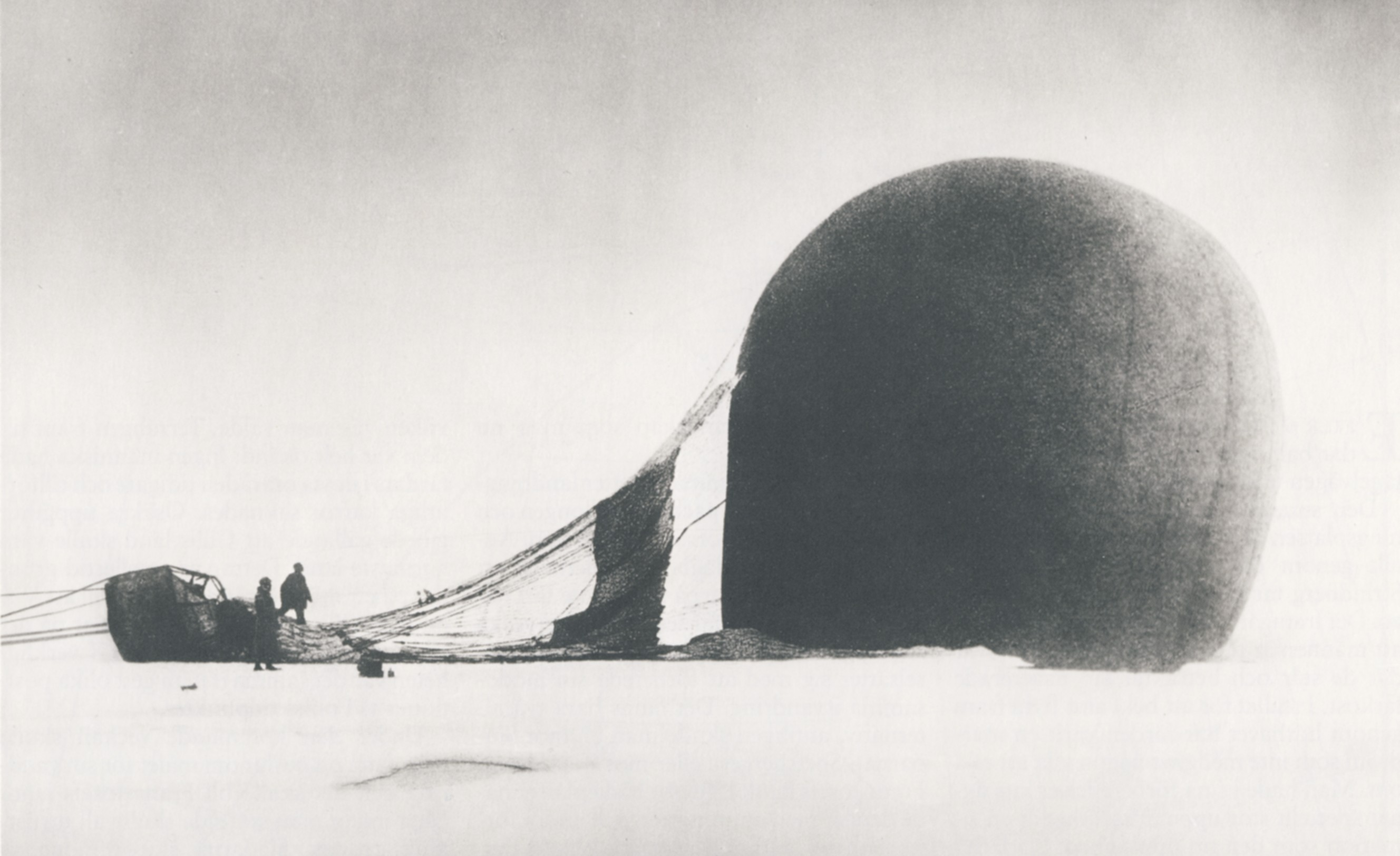
Andrée a Knut Frænkel s balónem po přistání na zem. Fotografie byla pořízena v roce 1897 třetím členem expedice Nilsem Strindbergem. Negativní film s tímto snímkem byl nalezen v roce 1930 a byl vyvolán Johnem Hertzbergem.

Hertzberg se stal členem představenstva Švédské fotografické asociace v roce 1899 a v roce 1911 se stal redaktorem vlastního časopisu Svenska Fotografen, avšak po rozkolu v roce 1916 z této funkce odešel. Od roku 1919 až do své smrti v roce 1935 byl předsedou fotografické asociace Fotografiska Föreningen.
Hertzberg byl jedním z nejvýznamnějších švédských fotografů, ale také hrál důležitou roli jako učitel a jako fotografický technik. Byl také jedním z prvních v zemi, který experimentoval s barevnou fotografií. Již v roce 1903 publikoval ve Fotografisk Tidskrift barevný obrázek, který vytvořil pomocí tří samostatných negativů, jednoho pro každou barvu (červená, modrá a zelená). Když se na trh dostaly desky s autochromem, Hertzberg byl první, kdo tuto metodu vyzkoušel.
Jeho skvělé technické znalosti se hodily, když bylo nutné vyvolat a zkopírovat nově objevených filmových kotoučů Andréeovy expedice, které ležely 33 let v ledu na Bílém ostrově. Mezi ostatky expedice bylo sedm filmových kotoučů uložených v měděných rukávech, z nichž čtyři byly odkryty. Po několika týdnech práce v temné komoře dokázal uložit 93 fotografií a prezentovat výsledky. Uspěl nad očekávání a snímky expedice se staly vynikajícím časovým dokumentem tragického výsledku. Snímky byly vydány ke zveřejnění 25. listopadu 1930. Dagens Nyheter je už měl na své první stránce den předtím.
Bohužel jedinečné negativy byly později zničeny během dlouhého a neopatrného skladování na KTH. Jedná se o snímky, které byly světově jedinečné, a to jak díky své jedinečné dokumentaci, tak i kvůli snaze Johna Hertzberga o záchranu. Fotografie jsou mezinárodně známé (mimo jiné inspirovaly Hertzbergovu záchranu negativů Jochena Hemmleba, který v roce 1999 hledal a našel George Malloryho na Everestu. Bohužel nebyl nalezen Malloryho Kodak, jehož obsah dával naději, že by mohl obsahovat jakékoli důkazy, že Mallory a Irving dosáhli vrcholu již v roce 1924). Strindbergovy fotografie pravděpodobně obsahují informace, které Hertzberg nemohl extrahovat v roce 1930, ale které by nám dnes mohly poskytnout moderní skenovací techniky – kdyby Královský technologický institut zajistil lepší skladování. Hertzberg je zastoupen v muzeu Moderna ve Stockholmu.

## Galerie

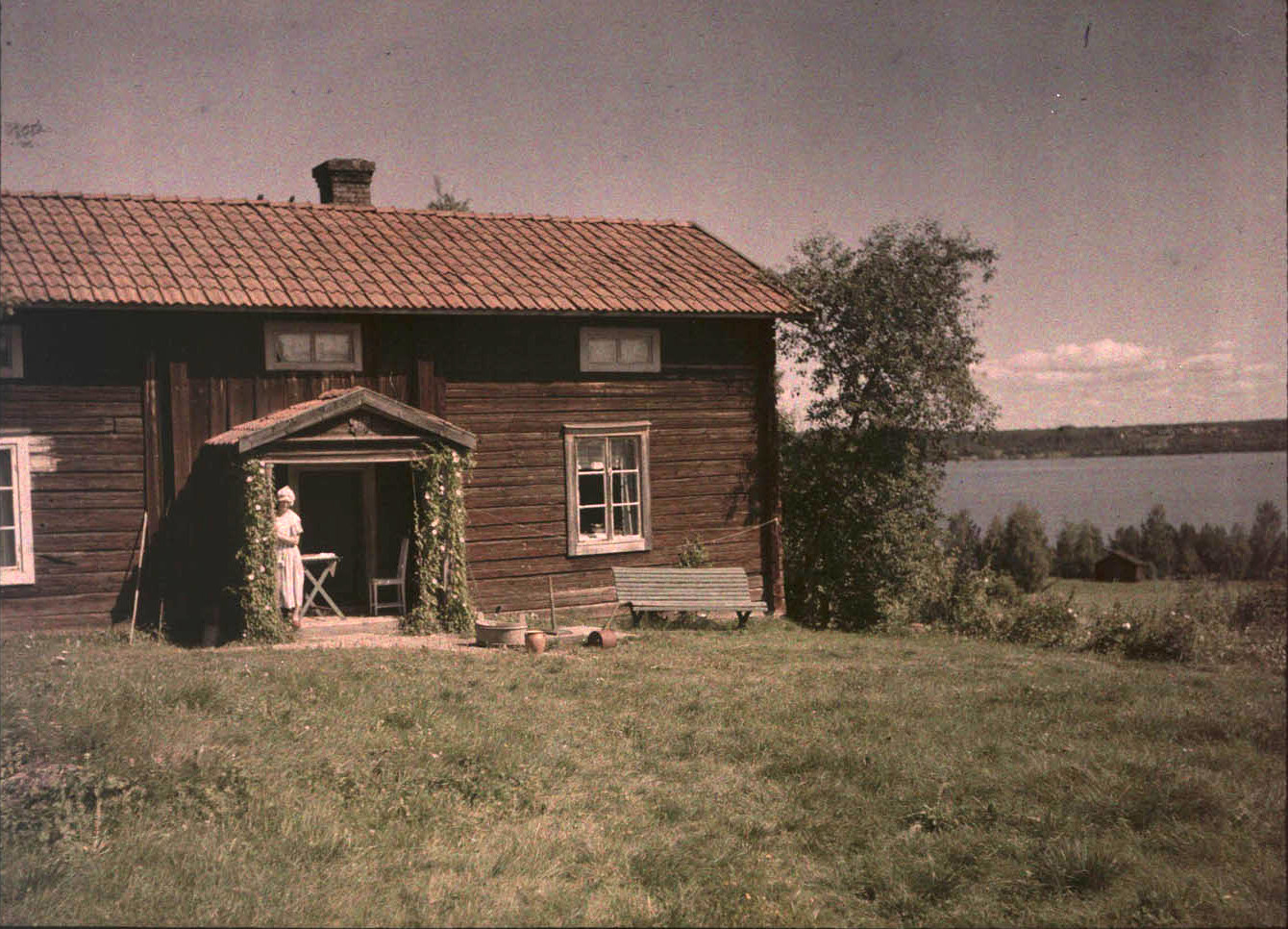
En gård i Hjortnäs by i Leksand, autochrom, Nordiska Museet
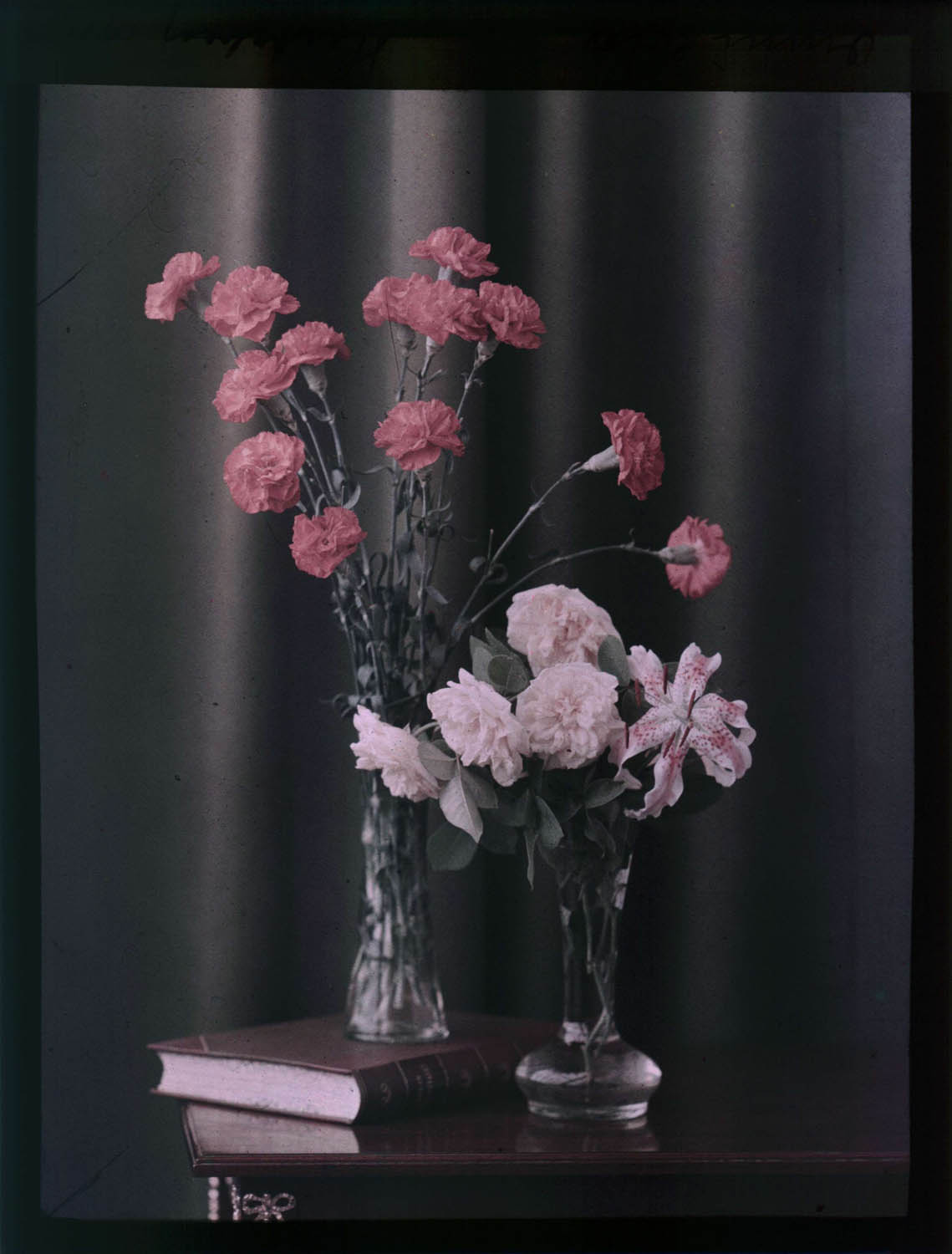
Två vaser, en med rosa nejlikor, en med rosa rosor och en lilja, autochrom, Nordiska Museet
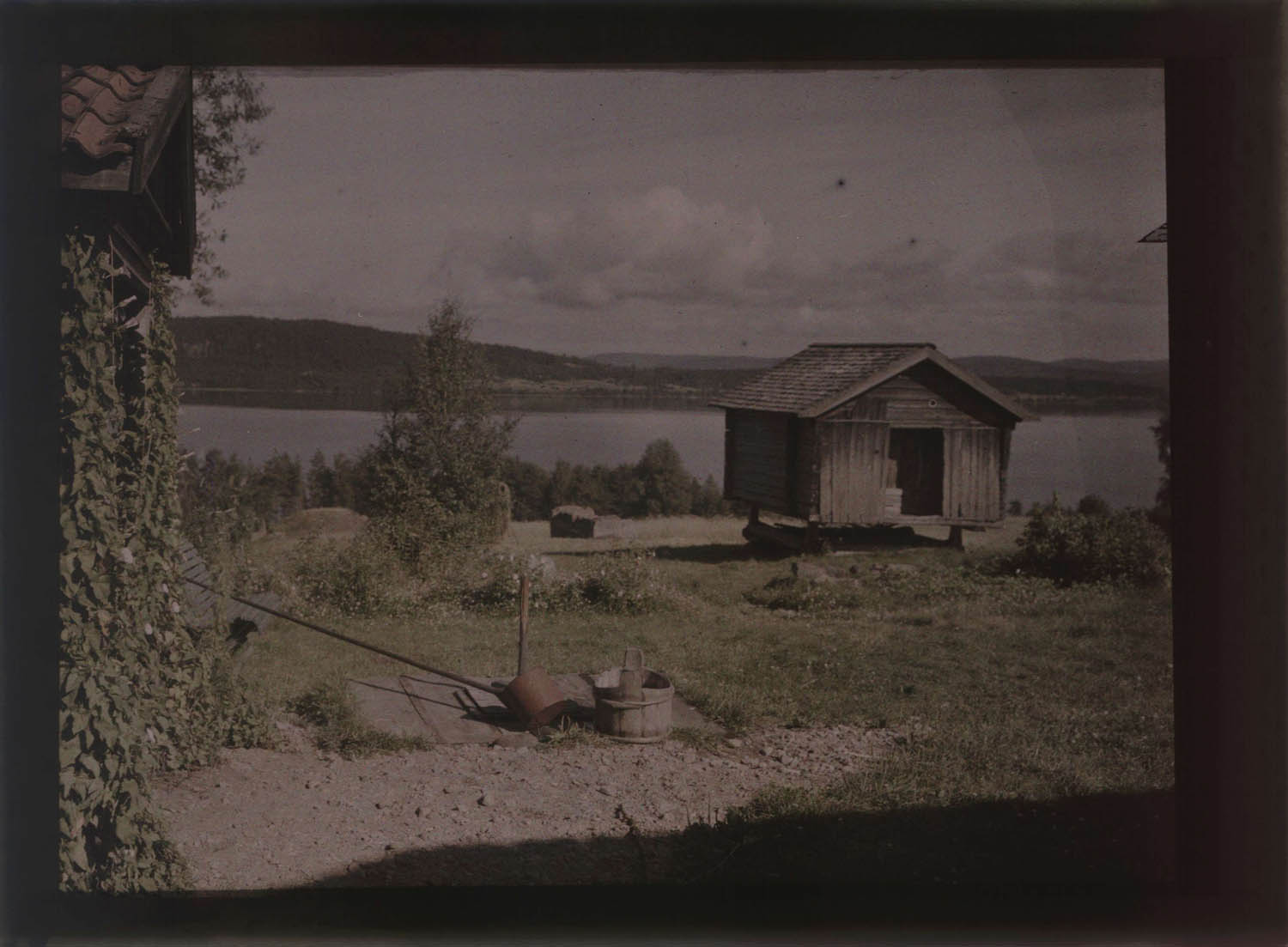
Vy mot Siljan, Hjortnäs by i Leksand, autochrom, Nordiska Museet
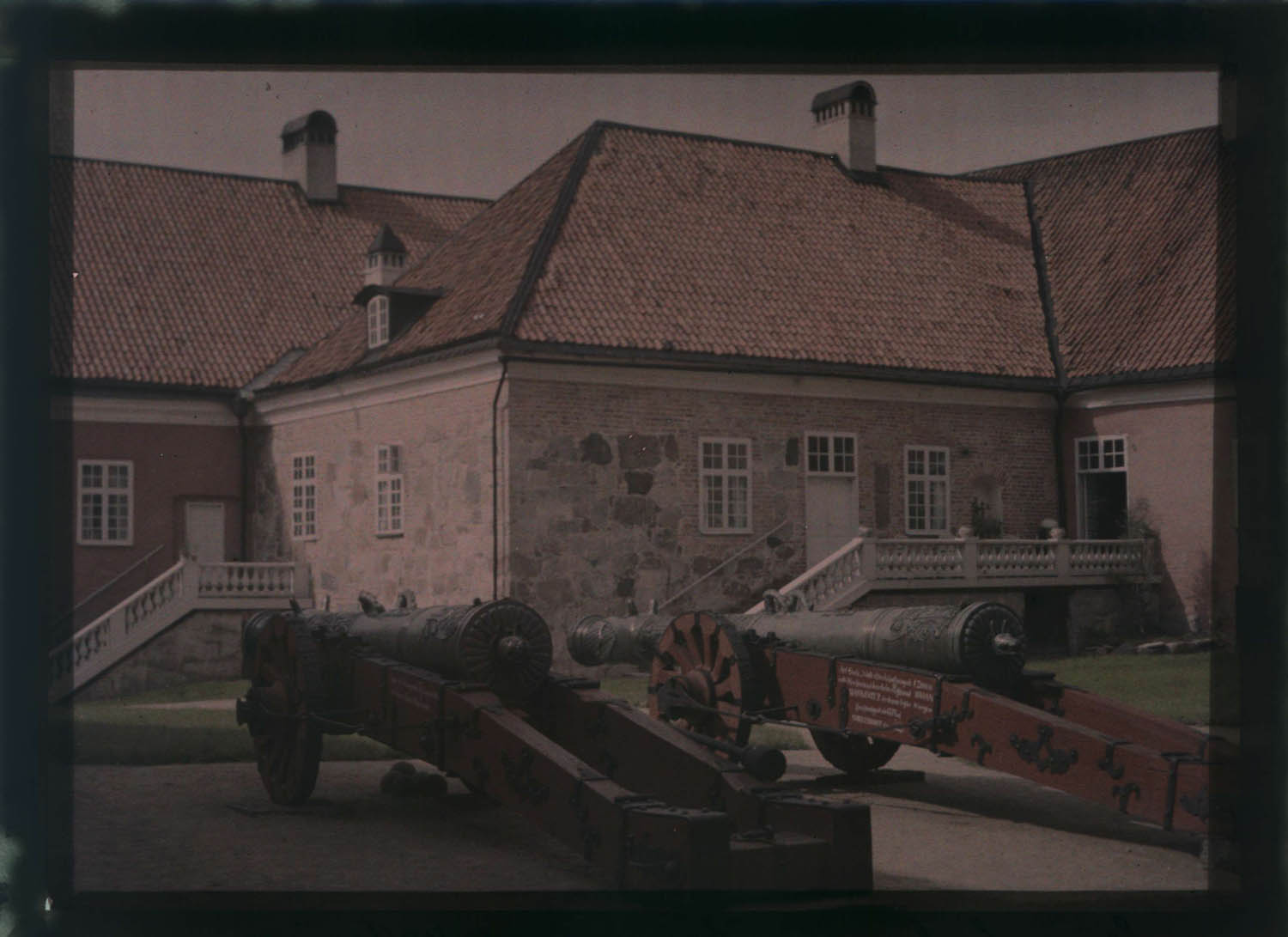
Yttre borggården på Gripsholms slott, autochrom, Nordiska Museet
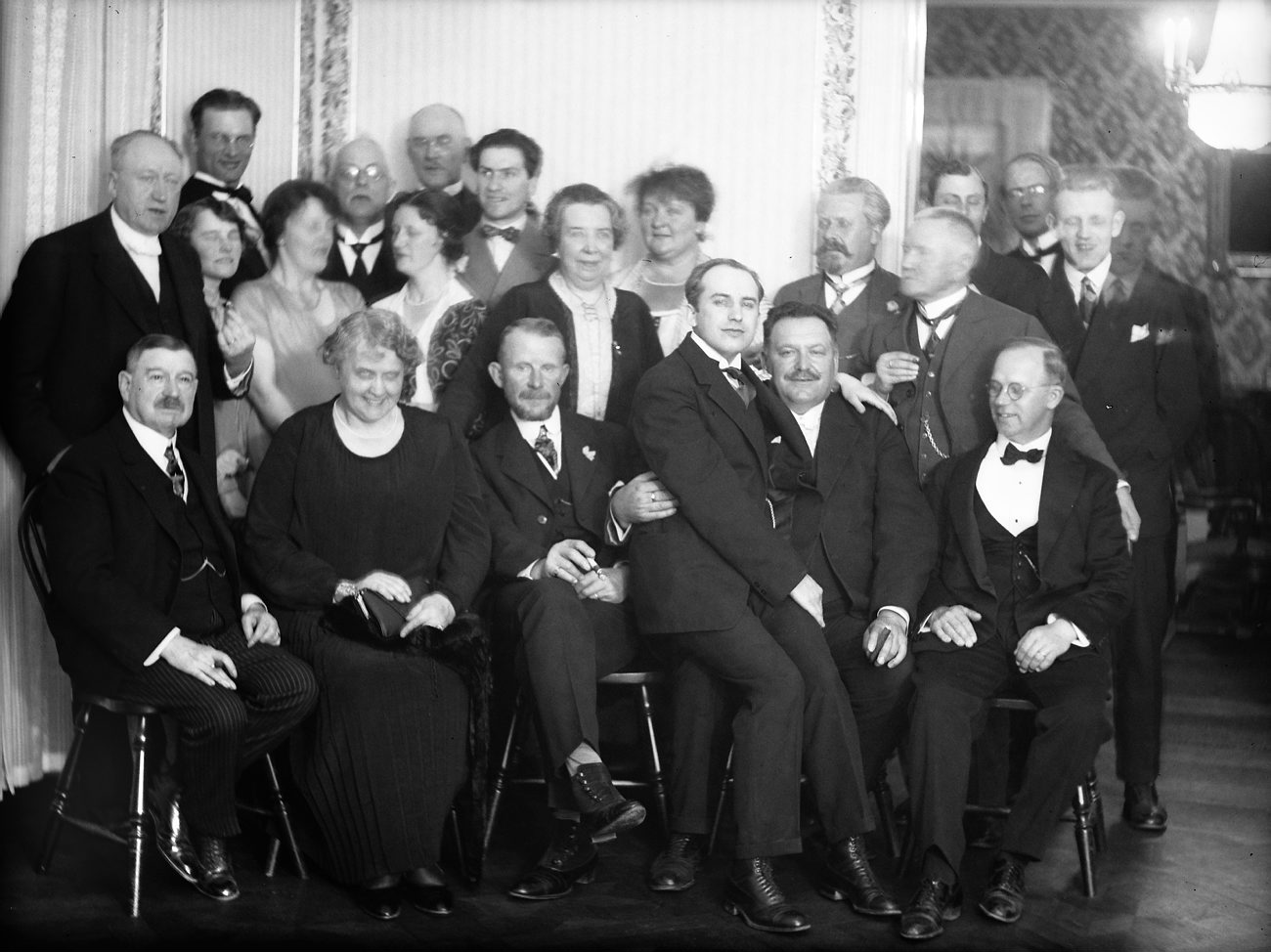
Skupinový portrét, Fotografická asociace, 1928. Uprostřed zcela vlevo stojí John Hertzberg
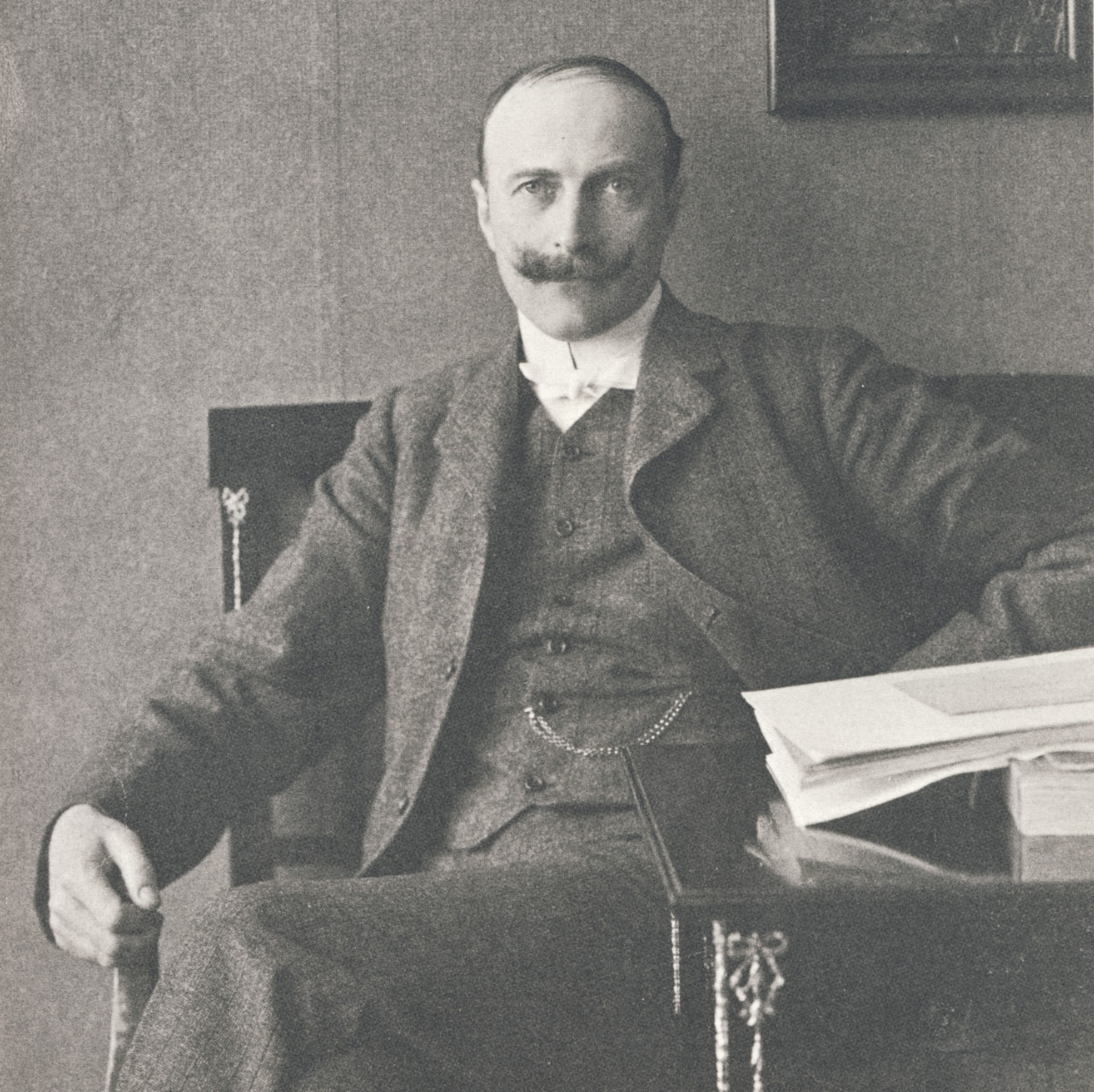
Ernest Florman, 1906
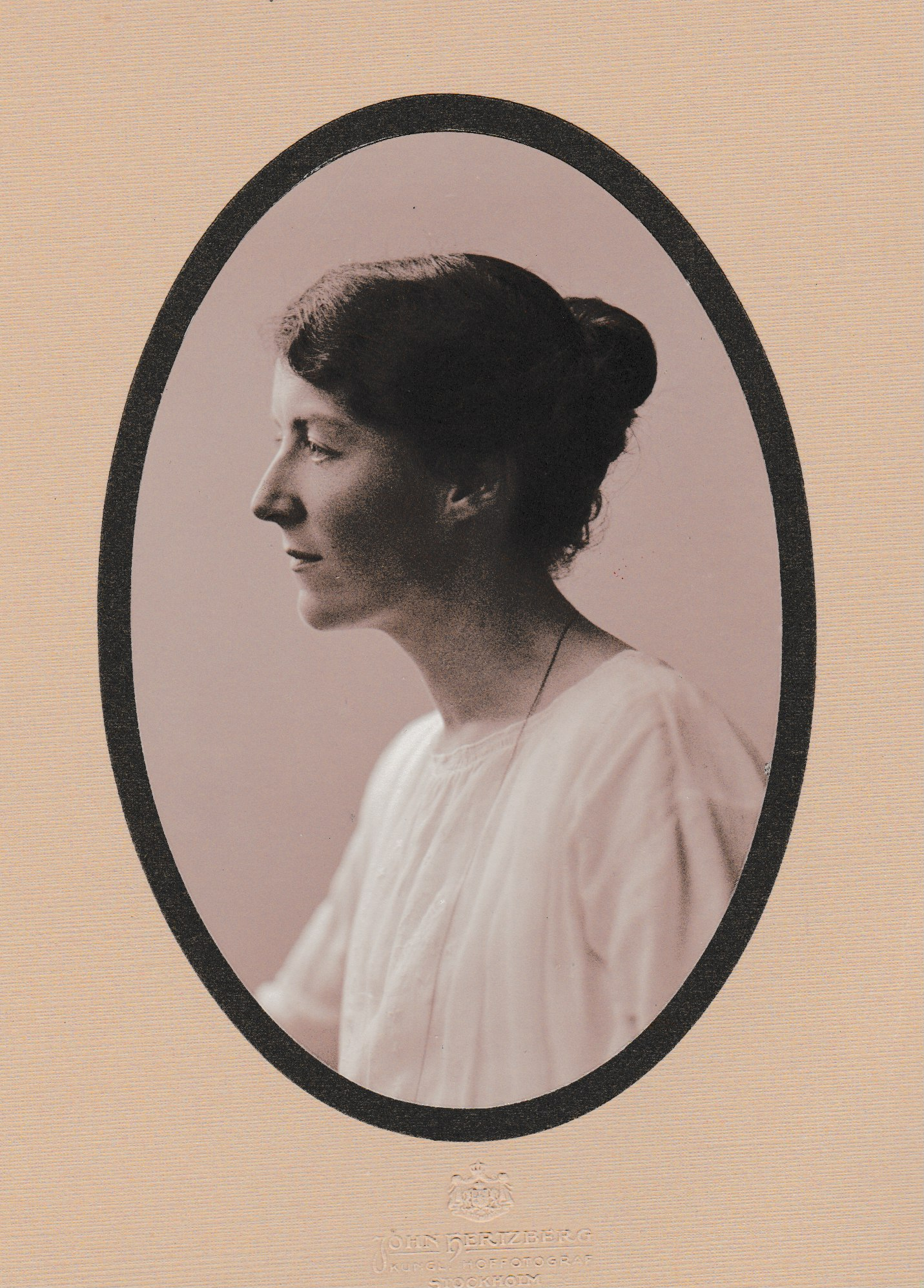
Andrea Andreen, 1917